# Leichtathletik-Asienmeisterschaften
Die Leichtathletik-Asienmeisterschaften sind Leichtathletikwettkämpfe, die vom asiatischen Kontinentalverband Asian Athletics Association (AAA) im Zweijahresrhythmus veranstaltet werden. Die ersten Meisterschaften fanden 1973 in der philippinischen Hauptstadt Manila statt. Die Meisterschaften 1977 in Tokio, Japan wurden vom Weltverband IAAF aufgrund von politischen Problemen abgesagt, da es keine Einigung über die Teilnahme Israels gab. Als Folge dessen wurde die Asienmeisterschaften von der IAAF herabgestuft und trugen von 1979 bis 1989 die Bezeichnung Asian Track and Field Meeting (deutsch Asiatisches Leichtathletik-Treffen). Israel wurde später Mitglied des europäischen Verbandes European Athletic Association (EAA) und nimmt seitdem an den Leichtathletik-Europameisterschaften teil. 2021 wurden die Leichtathletik-Asienmeisterschaften aufgrund der COVID-19-Pandemie abgesagt.

## Veranstaltungen
| Nr. | Jahr | Stadt        | Land                | Datum                | Stadion                               | Wettbewerbe | Athleten |
| --- | ---- | ------------ | ------------------- | -------------------- | ------------------------------------- | ----------- | -------- |
| 01. | 1973 | Manila       | Philippinen         | 17. bis 23. Nov.     | Rizal Memorial Stadium                |             |          |
| 02. | 1975 | Seoul        | Südkorea            | 9. bis 14. Juni      | Dongdaemun Stadium                    |             | 414      |
| 03. | 1979 | Tokio        | Japan               | 31. Mai bis 3. Juni  | Olympiastadion Tokio                  |             |          |
| 04. | 1981 | Tokio        | Japan               | 5. bis 7. Juni       | Olympiastadion Tokio                  |             | 468      |
| 05. | 1983 | Kuwait       | Kuwait              | 3. bis 9. Nov.       | Kuwait-Nationalstadion                |             |          |
| 06. | 1985 | Jakarta      | Indonesien          | 25. bis 29. Sep.     | Gelora-Bung-Karno-Stadion             |             |          |
| 07. | 1987 | Singapur     | Singapur            | 22. bis 26. Juli     | Nationalstadion                       |             |          |
| 08. | 1989 | Neu-Delhi    | Indien              | 14. bis 19. Nov.     | Jawaharlal Nehru Stadium              |             |          |
| 09. | 1991 | Kuala Lumpur | Malaysia            | 19. bis 23. Okt.     | Merdeka Stadium                       |             |          |
| 10. | 1993 | Manila       | Philippinen         | 30. Nov. bis 4. Dez. | Rizal Memorial Stadium                |             |          |
| 11. | 1995 | Jakarta      | Indonesien          | 20. bis 24. Sep.     | Gelora-Bung-Karno-Stadion             |             |          |
| 12. | 1998 | Fukuoka      | Japan               | 19. bis 22. Juli     | Hakatanomori Athletic Stadium         |             |          |
| 13. | 2000 | Jakarta      | Indonesien          | 28. bis 31. Aug.     | Gelora-Bung-Karno-Stadion             |             |          |
| 14. | 2002 | Colombo      | Sri Lanka           | 9. bis 12. Aug.      | Sugathadasa Stadium                   |             |          |
| 15. | 2003 | Manila       | Philippinen         | 20. bis 23. Sep.     | Rizal Memorial Stadium                |             |          |
| 16. | 2005 | Incheon      | Südkorea            | 1. bis 4. Sep.       | Incheon-Munhak-Stadion                |             |          |
| 17. | 2007 | Amman        | Jordanien           | 25. bis 29. Juli     | Amman International Stadium           |             |          |
| 18. | 2009 | Guangzhou    | Volksrepublik China | 10. bis 14. Nov.     | Guangdong Olympic Stadium             | 42          | 535      |
| 19. | 2011 | Kōbe         | Japan               | 7. bis 10. Juli      | Kobe Universiade Memorial Stadium     | 42          | 507      |
| 20. | 2013 | Pune         | Indien              | 3. bis 7. Juli       | Shree Shiv Chhatrapati Sports Complex | 42          | 522      |
| 21. | 2015 | Wuhan        | Volksrepublik China | 3. bis 7. Juni       | Wuhan-Sports-Center-Stadion           | 42          | 497      |
| 22. | 2017 | Bhubaneswar  | Indien              | 6. bis 9. Juli       | Kalinga Stadium                       | 42          | 560      |
| 23. | 2019 | Doha         | Katar               | 21. bis 24. April    | Khalifa International Stadium         | 43          | 800      |
|     | 2021 | Hangzhou     | Volksrepublik China | 20. bis 23. Mai      | Hangzhou Olympic Sports Center        |             |          |
| 24. | 2023 | Bangkok      | Thailand            | 12. bis 16. Juli     | Suphachalasai Stadium                 | 43          |          |
| 25. | 2025 | Gumi         | Südkorea            |                      | Gumi-Stadion                          |             |          |
| 26. | 2027 | Xiamen       | Volksrepublik China |                      | Xiamen Egret Stadium                  |             |          |
| 27. | 2029 | Surakarta    | Indonesien          |                      | Manahan-Stadion                       |             |          |

## Meisterschaftsrekorde

### Männer
| Disziplin         | Rekord             | Athlet                                                                         | Datum             | Ort          |
| ----------------- | ------------------ | ------------------------------------------------------------------------------ | ----------------- | ------------ |
| 100 m             | 9,91 s (+1,8 m/s)  | Femi Ogunode                                                                   | 4. Juni 2015      | Wuhan        |
| 200 m             | 20,12 s (+0,8 m/s) | Towa Uzawa                                                                     | 31. Mai 2025      | Gumi         |
| 400 m             | 44,61 s            | Sugath Thilakaratne                                                            | 20. Juli 1998     | Fukuoka      |
| 800 m             | 1:44,27 min        | Majed Saeed Sultan                                                             | 4. September 2005 | Incheon      |
| 1500 m            | 3:38,60 min        | Kim Soon-hyung                                                                 | 3. Dezember 1993  | Manila       |
| 5000 m            | 13:24,77 min       | Gulveer Singh                                                                  | 30. Mai 2025      | Gumi         |
| 10.000 m          | 28:30,70 min       | Ali Hasan Mahboob                                                              | 14. November 2009 | Guangzhou    |
| 110 m Hürden      | 13,21 s (+0,7 m/s) | Xie Wenjun                                                                     | 24. April 2019    | Doha         |
| 400 m Hürden      | 47,51 s            | Abderrahman Samba                                                              | 22. April 2019    | Doha         |
| 3000 m Hindernis  | 8:16,00 min        | Khamis Abdullah Saifeldin                                                      | 10. August 2002   | Colombo      |
| 4 × 100 m Staffel | 38,72 s            | Seo Min-jun Nwamadi Joel-jin Lee Jae-seong Lee Jun-hyeok                       | 31. Mai 2025      | Gumi         |
| 4 × 400 m Staffel | 3:02,50 min        | Femi Ogunode Musaeb Abdulrahman Balla Mohamed El Nour Mohamed Abdalelah Haroun | 7. Juni 2015      | Wuhan        |
| 20 km Gehen       | 1:20:37 h          | Wang Zhaozhao                                                                  | 27. Mai 2025      | Gumi         |
| Hochsprung        | 2,35 m             | Mutaz Essa Barshim                                                             | 9. Juli 2011      | Kōbe         |
| Stabhochsprung    | 5,77 m             | Ernest Obiena                                                                  | 31. Mai 2025      | Gumi         |
| Weitsprung        | 8,33 m (+0,8 m/s)  | Hussein Taher al-Sabee                                                         | 31. August 2000   | Jakarta      |
| Dreisprung        | 17,22 m (−1,0 m/s) | Chen Yanping                                                                   | 23. Oktober 1991  | Kuala Lumpur |
| Kugelstoßen       | 20,41 m            | Inderjeet Singh                                                                | 3. Juni 2015      | Wuhan        |
| Diskuswurf        | 65,95 m            | Ehsan Hadadi                                                                   | 21. April 2019    | Doha         |
| Hammerwurf        | 80,45 m            | Kōji Murofushi                                                                 | 10. August 2002   | Colombo      |
| Speerwurf         | 86,72 m            | Cheng Chao-tsun                                                                | 22. April 2019    | Doha         |
| Zehnkampf         | 8037 Punkte        | Dmitri Karpow                                                                  | 3./4. Juli 2013   | Pune         |

### Frauen
| Disziplin         | Rekord             | Athletin                                              | Datum               | Ort       |
| ----------------- | ------------------ | ----------------------------------------------------- | ------------------- | --------- |
| 100 m             | 11,17 s (+1,8 m/s) | Olga Safronowa                                        | 22. April 2019      | Doha      |
| 200 m             | 22,74 s (+1,2 m/s) | Salwa Eid Naser                                       | 24. April 2019      | Doha      |
| 400 m             | 51,05 s            | Damayanthi Dharsha                                    | 30. August 2000     | Jakarta   |
| 800 m             | 2:00,08 min        | Wu Hongjiao                                           | 31. Mai 2025        | Gumi      |
| 1500 m            | 4:06,75 min        | Nozomi Tanaka                                         | 12. Juli 2023       | Bangkok   |
| 5000 m            | 14:58,71 min       | Norah Jeruto                                          | 31. Mai 2025        | Gumi      |
| 10.000 m          | 30:48,44 min       | Daisy Jepkemei                                        | 29. Mai 2025        | Gumi      |
| 100 m Hürden      | 12,89 s (+1,8 m/s) | Yumi Tanaka                                           | 28. Mai 2025        | Gumi      |
| 400 m Hürden      | 54,31 s            | Kemi Adekoya                                          | 6. Juni 2015        | Wuhan     |
| 3000 m Hindernis  | 9:10,46 min        | Norah Jeruto                                          | 31. Mai 2025        | Gumi      |
| 4 × 100 m Staffel | 42,87 s            | Liang Xiaojing Wei Yongli Kong Lingwei Ge Manqi       | 23. April 2019      | Doha      |
| 4 × 400 m Staffel | 3:30,93 min        | Rajwinder Kaur Sathi Geetha Chitra Soman Manjeet Kaur | 4. September 2005   | Incheon   |
| 20 km Gehen       | 1:30:12 h          | Mayumi Kawasaki                                       | 13. November 2009   | Guangzhou |
| Hochsprung        | 1,94 m             | Miki Imai                                             | 1998                | Fukuoka   |
| Hochsprung        | 1,94 m             | Tatjana Jefimenko                                     | 28. Juli 2007       | Amman     |
| Stabhochsprung    | 4,66 m             | Li Ling                                               | 6. Juni 2015        | Wuhan     |
| Weitsprung        | 6,83 m (+1,9 m/s)  | Guan Yingnan                                          | 19. Juli 1998       | Fukuoka   |
| Dreisprung        | 14,69 m (+1,6 m/s) | Olga Rypakowa                                         | 28. Juli 2007       | Amman     |
| Kugelstoßen       | 19,69 m            | Huang Zhihong                                         | 19. November 1989   | Neu-Delhi |
| Diskuswurf        | 65,36 m            | Feng Bin                                              | 24. April 2019      | Doha      |
| Hammerwurf        | 75,66 m            | Wang Zheng                                            | 22. April 2019      | Doha      |
| Speerwurf         | 65,83 m            | Lü Huihui                                             | 21. April 2019      | Doha      |
| Siebenkampf       | 6259 Punkte        | Ghada Shouaa                                          | 1./2. Dezember 1993 | Manila    |

## Ewiger Medaillenspiegel
Insgesamt wurden bei Leichtathletik-Asienhallenmeisterschaften 1030 Gold-, 1040 Silber- und 1034 Bronzemedaillen von Athleten für 37 Länder gewonnen (Stand: nach den Leichtathletik-Asienmeisterschaften 2025).
| Platz | Land                         | Gold | Silber | Bronze | Gesamt |
| ----- | ---------------------------- | ---- | ------ | ------ | ------ |
| 01    | Volksrepublik China          | 344  | 236    | 130    | 710    |
| 02    | Japan                        | 177  | 217    | 243    | 637    |
| 03    | Indien                       | 102  | 130    | 146    | 378    |
| 04    | Katar                        | 68   | 41     | 44     | 153    |
| 05    | Kasachstan                   | 38   | 39     | 48     | 125    |
| 06    | Bahrain                      | 32   | 28     | 17     | 77     |
| 07    | Südkorea                     | 30   | 59     | 67     | 156    |
| 08    | Saudi-Arabien                | 28   | 24     | 15     | 67     |
| 09    | Thailand                     | 26   | 35     | 33     | 94     |
| 10    | Sri Lanka                    | 22   | 20     | 27     | 69     |
| 11    | Usbekistan                   | 20   | 31     | 23     | 74     |
| 12    | Iran                         | 20   | 19     | 20     | 61     |
| 13    | Chinesisch Taipeh            | 18   | 42     | 66     | 126    |
| 14    | Kuwait                       | 17   | 19     | 9      | 45     |
| 15    | Philippinen                  | 16   | 11     | 18     | 45     |
| 16    | Nordkorea                    | 12   | 11     | 23     | 46     |
| 17    | Vietnam                      | 9    | 5      | 8      | 22     |
| 18    | Kirgisistan                  | 8    | 2      | 5      | 15     |
| 19    | Malaysia                     | 6    | 16     | 28     | 50     |
| 20    | Vereinigte Arabische Emirate | 6    | 4      | 3      | 13     |
| 21    | Irak                         | 5    | 9      | 9      | 23     |
| 22    | Tadschikistan                | 5    | 2      | 1      | 8      |
| 23    | Pakistan                     | 4    | 3      | 3      | 10     |
| 24    | Syrien                       | 3    | 2      | 6      | 11     |
| 25    | Myanmar                      | 3    | 2      | 4      | 9      |
| 26    | Israel                       | 3    | 1      | 4      | 8      |
| 27    | Singapur                     | 2    | 10     | 5      | 17     |
| 28    | Indonesien                   | 1    | 9      | 9      | 19     |
| 29    | Hongkong                     | 1    | 5      | 3      | 9      |
| 30    | Oman                         | 1    | 2      | 4      | 7      |
| 31    | Jordanien                    | 1    | 1      | 3      | 5      |
| 32    | Aserbaidschan                | 1    | 1      | 1      | 3      |
| 33    | Turkmenistan                 | 1    | 1      | 0      | 2      |
| 34    | Libanon                      | 0    | 2      | 2      | 4      |
| 35    | Mongolei                     | 0    | 1      | 1      | 2      |
| 36    | Kambodscha                   | 0    | 0      | 2      | 2      |
| 36    | Nepal                        | 0    | 0      | 2      | 2      |